# Matera (stad)
Matera is een stad in de Zuid-Italiaanse regio Basilicata en tevens hoofdstad van de gelijknamige provincie.
Matera ligt in het dal van de rivier Gravina di Matera, op 46 kilometer afstand van de Ionische Zee. De stad is vooral bekend vanwege de Sassi, een wijk die bestaat uit huizen die deels uit de bergen uitgehouwen zijn. De oorsprong van Matera ligt in de prehistorie toen men begonnen is met het uithakken van woningen in de kloven in de streek.
De stad bestaat uit twee delen; de Sassi nabij de kloof en de moderne stad op de vlakte. De Sassi werden tot 1952 nog door 15.000 mensen bewoond toen de Italiaanse regering dit verbood in verband met de slechte hygiënische en sanitaire omstandigheden. In het centrum van de Sassi staat op het hoogste punt de kathedraal uit 1230. Naast deze kerk tellen de Sassi 155 grotkerken, vanaf enkele vierkante meters groot.

## Evenementen
Ieder jaar wordt begin juli het feest van de Madonna della Bruna gevierd. Dit wordt op 2 juli ingeluid door de traditionele processie waarin een beeld van deze heilige door de stad wordt gedragen. Bij het gebeuren is ook een praalwagen betrokken. Op het moment dat het beeld weer in de kerk is teruggeplaatst, wordt de wagen door de menigte vernield.
Er worden delen van de wagen meegenomen; deze delen zouden voorspoed brengen.

## Filmlocatie
Bij/in deze plaats zijn diverse films opgenomen, onder andere over het leven van Jezus Christus: Il Vangelo secondo Matteo (1964) van Pier Paolo Pasolini en The Passion of the Christ (2004) van Mel Gibson.
Andere films gefilmd in Matera zijn:
- Viva l'Italia! (1961), van Roberto Rossellini
- Gli anni ruggenti (1962), van Luigi Zampa
- C'era una volta... (1967), van Francesco Rosi
- Non si sevizia un paperino (1972), van Lucio Fulci
- Allonsanfàn (1974), van Paolo en Vittorio Taviani
- Anno uno (1974), van Roberto Rossellini
- L'Arbre de Guernica (1975), van Fernando Arrabal
- Cristo si è fermato a Eboli (1979), van Francesco Rosi
- Tre fratelli (1981), van Francesco Rosi
- King David (1985), van Bruce Beresford
- Il sole anche di notte (1990), van Paolo en Vittorio Taviani
- L'uomo delle stelle (1995), van Giuseppe Tornatore
- Del perduto amore (1998), van Michele Placido
- Mary (2005), van Abel Ferrara
- The Omen 666 (2006), van John Moore
- The Nativity Story (2006), van Catherine Hardwicke
- Ben-Hur (2016), van Timoer Bekmambetov
- Wonder Woman (2017), van Patty Jenkins
- Tulpen, Eer, Liefde en een Fiets (2017), van Mike van Diem
- No Time to Die James Bond (2021)

## Bezienswaardigheden
- Kathedraal
- Kasteel Tramontano
- Grotkerken (Chiese rupestri)
- Sasso Barisano
- Sasso Caveoso
- Murgia Timone

## Werelderfgoed
Sinds 1993 staat De Sassi en het park van de rotskerken van Matera op de lijst werelderfgoederenlijst van UNESCO. De inschrijving omvat een gebied van 1016 ha en een buffergebied van 4365 ha.

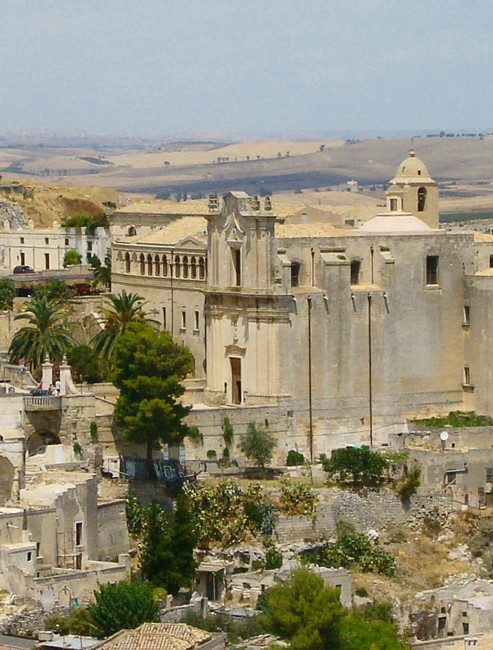
Kerk San Agostino
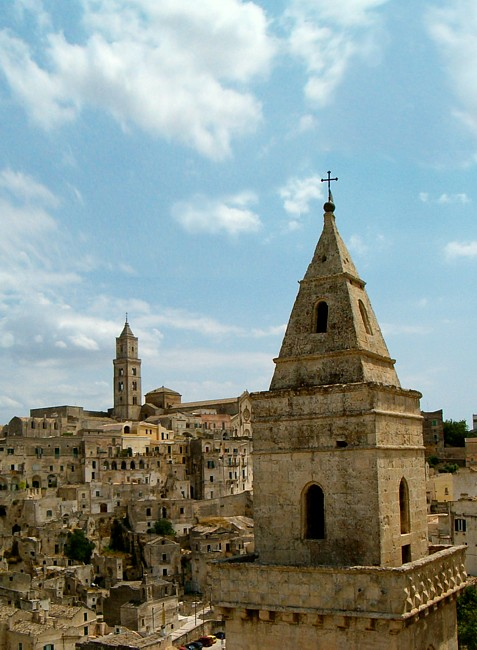
Sasso Barisano

## Sport
Matera is acht keer aankomstplaats geweest van een etappe in de wielerkoers Ronde van Italië. De ritwinnaars in Matera zijn:
- 1976: Johan De Muynck
- 1985: Acácio da Silva
- 1998: Mario Cipollini
- 2000: Mario Cipollini
- 2003: Fabio Baldato
- 2013: John Degenkolb
- 2020: Arnaud Démare
- 2025: Mads Pedersen

## Geboren
- Egidio Romualdo Duni (1708-1775), componist
- Luigi De Canio (1957), voetballer en trainer